# Roy Roberts
Roy Roberts, nato Roy Barnes Jones (Tampa, 19 marzo 1906 – Los Angeles, 28 maggio 1975), è stato un attore statunitense.
Ha recitato in quasi cento film dal 1936 al 1975 ed è apparso in quasi un centinaio di produzioni televisive dal 1952 al 1974.

## Biografia
Roy Roberts nacque a Tampa, in Florida, il 19 marzo 1906. Cominciò la sua carriera in teatro a Broadway nei primi anni 30.
Debuttò al cinema nel 1943, non accreditato, nel film Bricks nel ruolo del capitano James Cross (ma aveva già recitato in alcuni cortometraggi) e in televisione nella serie televisiva Suspense nel 1952. Seguì una lunga serie di caratterizzazioni per episodi di serie televisive dagli anni 50 agli anni 70. Tra i personaggi regolari che gli furono affidati, interpretò il ruolo del capitano Simon P. Huxley  in 87 episodi della serie televisiva The Gale Storm Show: Oh, Susanna! dal 1956 al 1960, di Mr. Bodkin in 16 episodi della serie Gunsmoke dal 1963 al 1974 (più altri cinque episodi in cui interpreta altri personaggi), di John Cushing   in 5 episodi della serie The Beverly Hillbillies dal 1965 al 1967, dell'ammiraglio Rogers    in 22 episodi della serie Un equipaggio tutto matto dal 1963 al 1965, di Norman Curtis   in 10 episodi della serie Petticoat Junction dal 1963 al 1967 (più un altro episodio con un altro personaggio), di  Mr. Cheever in 15 episodi della serie The Lucy Show dal 1966 al 1968 e di Frank Stephens in 7 episodi della serie Vita da strega dal 1967 al 1970.
La sua ultima apparizione sul piccolo schermo avvenne nell'episodio Lucy Is N.G. as an R.N. della serie televisiva Here's Lucy, andato in onda il 21 gennaio 1974, che lo vede nel ruolo del dottor Honeycutt, mentre per il grande schermo l'ultima interpretazione risale al film L'uomo più forte del mondo del 1975 in cui interpreta Mr. Roberts .
Sposò Lillian Moore Tait Roberts (1916-2001). Morì per un attacco di cuore a Los Angeles, in California, il 28 maggio 1975 e fu seppellito al Greenwood Memorial Park and Mausoleum di Fort Worth, Texas.

## Filmografia

### Cinema
- Gold Bricks, regia di William Watson (1936) - corto
- Seeing Spots, regia di Lloyd French (1939) - corto
- Guadalcanal (Guadalcanal Diary), regia di Lewis Seiler (1943)
- La famiglia Sullivan (The Sullivans), regia di Lloyd Bacon (1944)
- Il traditore dei mari (Tampico), regia di Lothar Mendes (1944)
- Roger Touhy, Gangster, regia di Robert Florey (1944)
- Wilson, regia di Henry King (1944)
- Circumstantial Evidence, regia di John Larkin (1945)
- The Caribbean Mystery, regia di Robert D. Webb (1945)
- Una campana per Adano (A Bell for Adano), regia di Henry King (1945)
- Gli ammutinati di Sing Sing (Within These Walls), regia di H. Bruce Humberstone (1945)
- Colonel Effingham's Raid, regia di Irving Pichel (1946)
- Behind Green Lights, regia di Otto Brower (1946)
- Johnny Comes Flying Home, regia di Benjamin Stoloff (1946)
- Strange Triangle, regia di Ray McCarey (1946)
- Il vendicatore silenzioso (Smoky), regia di Louis King (1946)
- It Shouldn't Happen to a Dog, regia di Herbert I. Leeds (1946)
- Sfida infernale (My Darling Clementine), regia di John Ford (1946)
- The Shocking Miss Pilgrim, regia di George Seaton e, non accreditato, Edmund Goulding (1947)
- La moneta insanguinata (The Brasher Doubloon), regia di John Brahm (1947)
- La superba creola (The Foxes of Harrow), regia di John M. Stahl (1947)
- La fiera delle illusioni (Nightmare Alley), regia di Edmund Goulding (1947)
- Barriera invisibile (Gentleman's Agreement), regia di Elia Kazan (1947)
- L'amante immortale (Daisy Kenyon), regia di Otto Preminger (1947)
- Il capitano di Castiglia (Captain from Castile), regia di Henry King (1947)
- L'assalto (Fury at Furnace Creek), regia di H. Bruce Humberstone (1948)
- The Gay Intruders, regia di Ray McCarey (1948)
- Giovanna d'Arco (Joan of Arc), regia di Victor Fleming (1948)
- Tra moglie e marito (No Minor Vices), regia di Lewis Milestone (1948)
- Egli camminava nella notte (He Walked by Night), regia di Alfred L. Werker e, non accreditato, Anthony Mann (1948)
- Le forze del male (Force of Evil), regia di Abraham Polonsky (1948)
- Chicken Every Sunday, regia di George Seaton (1949)
- Occhio per occhio (Calamity Jane and Sam Bass), regia di George Sherman (1949)
- Flaming Fury, regia di George Blair (1949)
- Segretaria tutto fare (Miss Grant Takes Richmond), regia di Lloyd Bacon (1949)
- Ultimatum a Chicago (Chicago Deadline), regia di Lewis Allen (1949)
- Sgomento (The Reckless Moment), regia di Max Ophüls (1949)
- Bella e bugiarda (A Kiss for Corliss), regia di Richard Wallace (1949)
- Bodyhold, regia di Seymour Friedman (1949)
- Assalto al cielo (Chain Lightning), regia di Stuart Heisler (1950)
- Guerra di sessi (Borderline), regia di William A. Seiter (1950)
- The Palomino, regia di Ray Nazarro (1950)
- Sierra, regia di Alfred E. Green (1950)
- L'assalto al treno postale (Wyoming Mail), regia di Reginald Le Borg (1950)
- The Second Face, regia di Jack Bernhard (1950)
- La città del terrore (The Killer That Stalked New York), regia di Earl McEvoy (1950)
- Il passo degli apaches (Stage to Tucson), regia di Ralph Murphy (1950)
- La città è salva (The Enforcer), regia di Bretaigne Windust e, non accreditato, Raoul Walsh (1951)
- Rotaie insanguinate (Santa Fe), regia di Irving Pichel (1951)
- I Was a Communist for the FBI, regia di Gordon Douglas (1951)
- La legge del mare (Fighting Coast Guard), regia di Joseph Kane (1951)
- Arrivano i carri armati (The Tanks Are Coming), regia di Lewis Seiler (1951)
- La casa del corvo (The Man with a Cloak), regia di Fletcher Markle (1951)
- L'avventuriera di Tangeri (My Favorite Spy), regia di Norman Z. McLeod (1951)
- L'ultimo fuorilegge (The Cimarron Kid), regia di Budd Boetticher (1952)
- Il tesoro dei Sequoia (The Big Trees), regia di Felix E. Feist (1952)
- L'impero dei gangster (Hoodlum Empire), regia di Joseph Kane (1952)
- Gonne al vento (Skirts Ahoy!), regia di Sidney Lanfield (1952)
- Contrabbando per l'oriente (Cripple Creek), regia di Ray Nazarro (1952)
- Operazione "Z" (One Minute to Zero), regia di Tay Garnett (1952)
- Lo sparviero di Fort Niagara (Battles of Chief Pontiac), regia di Felix E. Feist (1952)
- Squilli di primavera (Stars and Stripes Forever), regia di Henry Koster (1952)
- La meticcia di Sacramento (The Man Behind the Gun), regia di Felix E. Feist (1953)
- I pascoli d'oro (San Antone), regia di Joseph Kane (1953)
- La maschera di cera (House of Wax), regia di André De Toth (1953)
- Il complice segreto (The Lone Hand), regia di George Sherman (1953)
- Brigata di fuoco (The Glory Brigade), regia di Robert D. Webb (1953)
- Duello sulla Sierra Madre (Second Chance), regia di Rudolph Maté (1953)
- Il mare dei vascelli perduti (Sea of Lost Ships), regia di Joseph Kane (1953)
- I senza legge (Tumbleweed), regia di Nathan Juran (1953)
- I rinnegati del Wyoming (Wyoming Renegades), regia di Fred F. Sears (1954)
- Cavalcata ad ovest (They Rode West), regia di Phil Karlson (1954)
- The Outlaw Stallion, regia di Fred F. Sears (1954)
- Alba di fuoco (Dawn at Socorro), regia di George Sherman (1954)
- Un pugno di criminali (Big House, U.S.A.), regia di Howard W. Koch (1955)
- Il paradiso dei fuorilegge (Stranger on Horseback), regia di Jacques Tourneur (1955)
- Bandiera di combattimento (The Eternal Sea), regia di John H. Auer (1955)
- G men: evaso 50574 (I Cover the Underworld), regia di R.G. Springsteen (1955)
- Alamo (The Last Command), regia di Frank Lloyd (1955)
- La frustata (Backlash), regia di John Sturges (1956)
- La storia del generale Houston (The First Texan), regia di Byron Haskin (1956)
- Sfida alla città (The Boss), regia di Byron Haskin (1956)
- Yaqui Drums, regia di Jean Yarbrough (1956)
- La figlia del capo indiano (The White Squaw), regia di Ray Nazarro (1956)
- Un re per quattro regine (The King and Four Queens), regia di Raoul Walsh (1956)
- The Underwater City, regia di Frank McDonald (1962)
- Pugno proibito (Kid Galahad), regia di Phil Karlson (1962)
- Sessualità (The Chapman Report), regia di George Cukor (1962)
- Questo pazzo, pazzo, pazzo, pazzo mondo (It's a Mad, Mad, Mad, Mad World), regia di Stanley Kramer (1963)
- I cacciatori del lago d'argento (Those Calloways), regia di Norman Tokar (1965)
- Lezioni d'amore alla svedese (I'll Take Sweden), regia di Frederick de Cordova (1965)
- Intrighi al Grand Hotel (Hotel), regia di Richard Quine (1967)
- Tammy and the Millionaire, regia di Leslie Goodwins, Sidney Miller (1967)
- Cry for Poor Wally, regia di Marty Young (1969)
- Some Kind of a Nut, regia di Garson Kanin (1969)
- Un papero da un milione di dollari (The Million Dollar Duck), regia di Vincent McEveety (1971)
- Organizzazione crimini (The Outfit), regia di John Flynn (1973)
- Chinatown, regia di Roman Polański (1974)
- L'uomo più forte del mondo (The Strongest Man in the World), regia di Vincent McEveety (1975)

### Televisione
- Suspense – serie TV, un episodio (1952)
- Mr. & Mrs. North – serie TV, 3 episodi (1952-1953)
- Squadra mobile (Racket Squad) – serie TV, un episodio (1953)
- Waterfront – serie TV, 2 episodi (1954)
- The Pepsi-Cola Playhouse – serie TV, un episodio (1954)
- Studio One – serie TV, 2 episodi (1953-1954)
- Le avventure di Rin Tin Tin (The Adventures of Rin Tin Tin) – serie TV, un episodio (1954)
- The Adventures of Falcon – serie TV, un episodio (1954)
- Topper – serie TV, episodio 2x12 (1954)
- The Lone Wolf – serie TV, un episodio (1955)
- Letter to Loretta – serie TV, un episodio (1955)
- Il cavaliere solitario (The Lone Ranger) – serie TV, un episodio (1955)
- La mia piccola Margie (My Little Margie) – serie TV, 6 episodi (1952-1955)
- December Bride – serie TV, un episodio (1955)
- Star Stage – serie TV, un episodio (1955)
- Frida (My Friend Flicka) – serie TV, episodio 1x13 (1955)
- You Are There – serie TV, un episodio (1956)
- Celebrity Playhouse – serie TV, episodio 1x16 (1956)
- Cavalcade of America – serie TV, 3 episodi (1954-1956)
- Studio 57 – serie TV, 2 episodi (1955-1956)
- I segreti della metropoli (Big Town) – serie TV, 2 episodi (1955-1956)
- Schlitz Playhouse of Stars – serie TV, 2 episodi (1953-1956)
- TV Reader's Digest – serie TV, episodi 1x09-2x28 (1955-1956)
- Crusader – serie TV, episodio 1x30 (1956)
- Screen Directors Playhouse – serie TV, episodi 1x18-1x31 (1956)
- Alias Mike Hercules – serie TV, un episodio (1956)
- General Electric Summer Originals – serie TV, un episodio (1956)
- Playhouse 90 – serie TV, un episodio (1956)
- Massacre at Sand Creek – film TV (1956)
- The George Burns and Gracie Allen Show – serie TV, un episodio (1957)
- Sheriff of Cochise – serie TV, un episodio (1957)
- Wire Service – serie TV, episodio 1x25 (1957)
- Crossroads – serie TV, 4 episodi (1955-1957)
- The 20th Century-Fox Hour – serie TV, episodi 1x15-1x18-2x19 (1956-1957)
- Le leggendarie imprese di Wyatt Earp (The Life and Legend of Wyatt Earp) – serie TV, 2 episodi (1955-1957)
- I racconti del West (Zane Grey Theater) – serie TV, un episodio (1957)
- The Restless Gun – serie TV, episodi 1x02-1x15 (1957)
- Jane Wyman Presents The Fireside Theatre – serie TV, un episodio (1958)
- The Gale Storm Show: Oh, Susanna! – serie TV, 87 episodi (1956-1960)
- The Deputy – serie TV, un episodio (1960)
- Laramie – serie TV, un episodio (1961)
- Michael Shayne – serie TV episodio 1x20 (1961)
- Surfside 6 – serie TV, episodio 2x17 (1962)
- The Joey Bishop Show – serie TV, un episodio (1962)
- Lawman – serie TV, un episodio (1962)
- Hawaiian Eye – serie TV, episodio 3x28 (1962)
- The Andy Griffith Show – serie TV, un episodio (1962)
- Have Gun - Will Travel – serie TV, episodio 5x33 (1962)
- The Dick Van Dyke Show – serie TV, 2 episodi (1962)
- Cheyenne – serie TV, un episodio (1962)
- Dennis the Menace – serie TV, 2 episodi (1961-1962)
- Make Room for Daddy – serie TV, un episodio (1962)
- The Wide Country – serie TV, episodio 1x13 (1962)
- Rockabye the Infantry – film TV (1963)
- The Many Loves of Dobie Gillis – serie TV, un episodio (1963)
- Our Man Higgins – serie TV, 2 episodi (1962-1963)
- Vacation Playhouse – serie TV, un episodio (1963)
- Maggie Brown – film TV (1963)
- Ai confini della realtà (The Twilight Zone) - serie TV, episodio 5x04 (1963)
- Channing – serie TV, un episodio (1963)
- Indirizzo permanente (77 Sunset Strip) – serie TV, episodio 6x17 (1964)
- The Travels of Jaimie McPheeters – serie TV, episodio 1x21 (1964)
- Grindl – serie TV, un episodio (1964)
- Death Valley Days – serie TV, un episodio (1964)
- I mostri (The Munsters) – serie TV, un episodio (1964)
- The Bill Dana Show – serie TV, 2 episodi (1964-1965)
- The Adventures of Ozzie & Harriet – serie TV, 3 episodi (1963-1965)
- Lassie – serie TV, un episodio (1965)
- The Jack Benny Program – serie TV, un episodio (1965)
- Un equipaggio tutto matto (McHale's Navy) – serie TV, 22 episodi (1963-1965)
- Gli uomini della prateria (Rawhide) – serie TV, 2 episodi (1963-1965)
- Perry Mason – serie TV, 4 episodi (1961-1965)
- The Smothers Brothers Show – serie TV, un episodio (1965)
- La famiglia Addams (The Addams Family) – serie TV, un episodio (1965)
- Mona McCluskey – serie TV, un episodio (1966)
- The Farmer's Daughter – serie TV, un episodio (1966)
- I sentieri del west (The Road West) – serie TV, episodi 1x01-1x02 (1966)
- Laredo – serie TV, 2 episodi (1966)
- Tre nipoti e un maggiordomo (Family Affair) - serie TV, episodio 1x19 (1967)
- Bonanza – serie TV, 3 episodi (1962-1967)
- The Beverly Hillbillies – serie TV, 6 episodi (1963-1967)
- The Lucy Show – serie TV, 15 episodi (1966-1968)
- Now You See It, Now You Don't – film TV (1968)
- The Outsider – serie TV, episodio 1x12 (1968)
- Peyton Place – serie TV, un episodio (1969)
- La fattoria dei giorni felici (Green Acres) – serie TV, 2 episodi (1966-1969)
- This Savage Land – film TV (1969)
- Ciao Debby! (The Debbie Reynolds Show) – serie TV, un episodio (1969)
- Vita da strega (Bewitched) – serie TV, 7 episodi (1967-1970)
- Io e i miei tre figli (My Three Sons) – serie TV, episodio 10x16 (1970)
- The Doris Day Show – serie TV, un episodio (1970)
- Petticoat Junction – serie TV, 11 episodi (1963-1970)
- Quella strana ragazza (That Girl) – serie TV, un episodio (1970)
- Disneyland – serie TV, un episodio (1972)
- A Touch of Grace – serie TV, un episodio (1973)
- Gunsmoke – serie TV, 21 episodi (1961-1975)
- Here's Lucy – serie TV, 5 episodi (1969-1974)

## Doppiatori italiani
- Luigi Pavese in Il capitano di Castiglia, La storia del generale Houston, I cacciatori del lago d'argento
- Giorgio Capecchi in Sgomento, Alba di fuoco, Un re per quattro regine
- Lauro Gazzolo in Gli ammutinati di Sing Sing, Il complice segreto
- Nino Pavese in Il tesoro dei Sequoia, Duello sulla Sierra Madre
- Renato Turi in Sfida infernale
- Emilio Cigoli in Le forze del male
- Aldo Silvani in La città è salva
- Achille Majeroni in La casa del corvo
- Cesare Polacco in La meticcia di Sacramento
- Mario Besesti in La maschera di cera
- Mario Pisu in I senza legge
- Carlo Romano in Cavalcata ad ovest
- Manlio Busoni in La frustata